# Viéville-en-Haye
Viéville-en-Haye é uma comuna francesa na região administrativa de Grande Leste, no departamento de Meurthe-et-Moselle. Estende-se por uma área de 8,54 km². Em 2010 a comuna tinha 148 habitantes (densidade: 17,3 hab./km²).